# Beata Rosenhane
Beata Rosenhane, född 21 januari 1638 i Norrköping, död 1 juni 1674 i Boxholm, var en svensk friherrinna. Hon var redan i sin samtid uppmärksammad och känd för sin bildning, som var ovanligt hög för en kvinna på sextonhundratalet, och har på grund av detta varit föremål för forskning.

## Biografi
Beata Rosenhane var dotter till diplomaten friherre Schering Rosenhane (1609–1663) och Beata Sparre. Schering Rosenhanes döttrar, särskilt Beata, beskrivs som de bäst utbildade kvinnorna i 1600-talets Sverige vid sidan av drottning Kristina: Schering gav order om att döttrarna skulle undervisas tillsammans med sönerna och få samma utbildning, något unikt i Sverige vid denna tid och något som han tros ha inspirerats till under sitt besök i Frankrike, där det vid tiden för hans besök var modernt att utbilda döttrar.
Hennes dikter och övningsböcker i bland annat konversation finns bevarade och har varit föremål för forskning. Från sju till tjugo års ålder fick hon träna retorik genom övningar i konversation och skrivning, bland annat uppsatsskrivning i olika ämnen. "Hon hade en sällsynt begåvning, vidsträckta kunskaper och stor beläsenhet i olika länders litteratur samt har själv försökt sig med diktning, ehuru intet av hennes arbeten blivit tryckt".
Hon följde med sin far till Münster 1642, till Frankrike 1648, till Lübeck 1652 och Danmark 1659. Beata Rosenhane försökte in i det sista göra motstånd mot tvångsäktenskapet. I ett brev till sin bror Bengt förklarade hon att hon hade sett många män förvandlats från fästmän till äkta makar och att hon inte trodde att de var kapabla till någon verklig varaktig kärlek som kunde ge en kvinna lycka. Hon sade också att den man som utsetts åt henne inte var i hennes smak och inte kunde hålla måttet och älska henne, och att hon ansåg att kärlek borde vara grunden för äktenskap.
Hon påpekade att om hon hade varit man kunde hon ha gjort som hon själv ville, men i egenskap av ogift kvinna hade hon inget annat val än att slutligen ge efter för familjens och särskilt moderns påtryckningar eftersom hon som ogift inte kunde få tillstånd att leva ensam och följa sin egen vilja. Hon konstaterade att en gammal ungmös liv var ännu mer förödmjukande och maktlöst än en hustrus: "Men man inser ju nödvändigtvis att en ogift kvinna har det mycket sämre än en kvinna som är gift och missnöjd".
En av hennes bröder, som ogillade hennes sätt att tänka, drog slutsatsen att hennes självständighet hade orsakats av hennes bildning och fattade därför beslutet att inte ge sin egen dotter någon bildning utan uppfostra henne till en person "utan egen vilja".
Hon gifte sig den 29 augusti 1671 på Säby gård med överstelöjtnanten friherre Erik Ribbing af Zernava (1640-1675). Så som var normalt bland den svenska adeln under denna tid behöll hon sitt eget namn även som gift. Paret fick inga barn. Hon avled i feber 1674 och är begravd i den Ribbingska graven i Ekeby kyrka.